# Vottem
Vottem (en wallon Votem) est un village belge, situé dans la province de Liège. Le Rida a sa source à Vottem et draine la majeure partie du village. C'était une commune à part entière avant la fusion des communes de 1977, lorsque Vottem devint une section de Herstal. Les hameaux de Jolivet et Bernalmont avaient déjà été cédés à la Ville de Liège en 1975.

## Toponymie
Le toponyme Vottem (en wallon Votem) est attesté dès le XIIᵉ siècle. Il semble composé d’un radical d’origine germanique, peut-être un anthroponyme tel que Voto ou Wotto, suivi du suffixe –em ou –om, fréquent dans la toponymie de la Hesbaye, et issu du vieux haut allemand heim (« demeure, domaine »). L’étude d’Edgard Renard n’apporte pas d’analyse étymologique directe du nom, mais recense les formes anciennes de Vottem et suggère un lien avec la toponymie germanique régionale.

## Géographie

### Lieux et lieux-dits
- Bouxhtay[5], Å Bouh'tè, Å Bouf'tè[6], hameau mentionné depuis 1278.
- Chapeauville, A chapêvêye, lieu-dit mentionné depuis 1534, hameau partagé avec le Thier-à-Liège.
- Cheval Blanc, Å blanc Dj'vå, d'après le nom de l'auberge qui se trouvait là; hameau partagé avec Rocourt.
- Croix Jouette, Creû Djouwète, hameau mentionné depuis 1552.
- Gaillard-Cheval, Å Galiår, hameau mentionné depuis 1530, hameau partagé avec le Thier-à-Liège.
- Gascogniers, Ås Cascognîs, hameau mentionné depuis 1812 (signifiant châtaigniers).
- Haxhes, Hå, Håhe.
- Haren, Harin, hameau partagé avec Herstal et Milmort.
- Jolivet, è Djolivè (hameau mentionné depuis 1430; cédé à Liège en 1975).
- Neuves Brassines, carrefour entre la Visé Voie et Verte-Voie.
- Pireû, d'après les nombreux silex rouges qu'on y trouvait dans les champs (Pierrier en Français).
- Tillet.

### Noyaux proches
La Préalle, Herstal, Haren, Milmort,Tilice, Liers, Rocourt, Liège (ville) : Sainte-Walburge, Saint-Léonard, Thier-à-Liège.

### Géologie et sols
Vottem se trouve à la limite du Plateau de Hesbaye et de la vallée de la Meuse. Sur les sites de constructions, on pourra observer le sous-sol. De haut en bas dans le village, on observera,,, :
- Limons éoliens du Pléistocène ;
- Sables tertiaires (Oligocène) ;
- Argiles à silex - flin en langue wallonne ;
- Marnes du Maastrichtien (Crétacé) - ils forment l'aquifère de Hesbaye ;
- Smectite de Herve, des argiles verdâtres - djelle en langue wallonne ;
- Grès, schistes et charbons du Paléozoique (dit Houiller).

Localement, près des sources du  Rida, on trouve des dépôts alluvionnaires de calcaire biogène tuf calcaire.

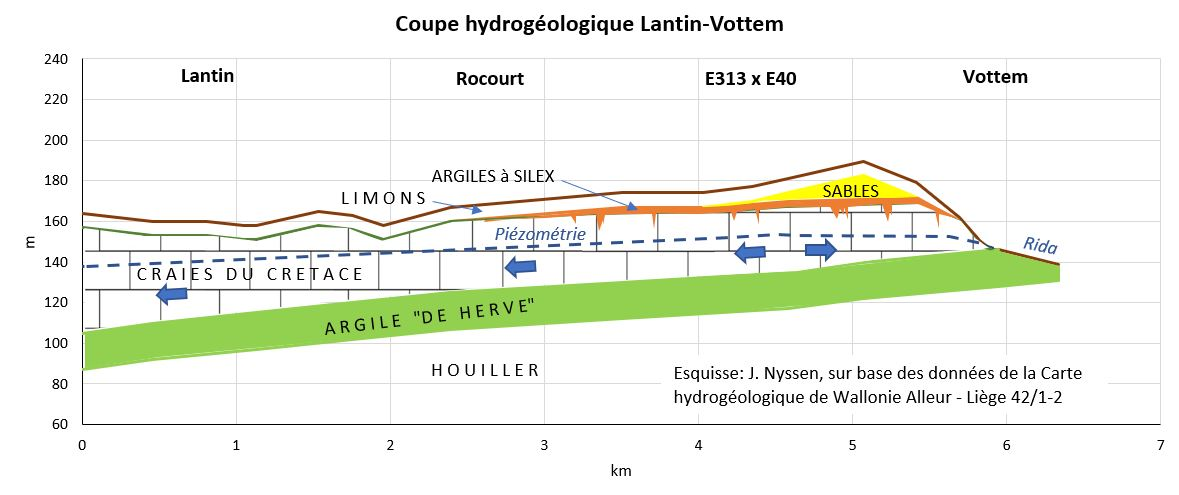
Coupe hydrogeologique Lantin Rocourt Vottem.

Les sols dominants à Vottem sont les sols limoneux à drainage naturel favorable (Ab) et des sols limono-caillouteux à charge de silexite  et à drainage naturel principalement favorable (Gb). Ces derniers sols sont directement en relation avec des affleurements de l’argile à silex. Remarquablement, sur la carte des sols, les sols des zones de sources ne sont pas différenciés. Cela sans doute en raison de la trop faible densité des sondages (env. un par ha),.

### Exploitation du phosphate
Entre 1884 et 1944, on a exploité, à Vottem, une couche de phosphate de chaux de quelques dizaines de cm d'épaisseur. Cette couche se trouve à une profondeur entre 7 et 30 mètres, au-dessus des Marnes du Maastrichtien et est surmontée d'un banc d'argile à silex. Il y a eu 347 carrières souterraines de phosphate à Vottem, le plus grand nombre en Belgique, avec Liers (348). Ces carrières se trouvaient sur la partie  hesbignonne du village.

### Climat
Le climat de Vottem est similaire à celui de Liège. C'est un climat tempéré; des précipitations importantes sont enregistrées toute l'année à Vottem, y compris lors des mois les plus secs. Selon la classification de Köppen-Geiger, le climat est de type Cfb. La station climatique la plus proche est à Liège: elle affiche 9,8 °C de température en moyenne sur toute l'année. Chaque année, les précipitations sont en moyenne de 827 mm.
Sur le plateau hesbignon au nord du village, on craignait surtout les vents du Nord; on a pensé planter des rideaux d'arbres protège-vent pour y étendre la culture des fraises.
Sur les coteaux descendant vers la Meuse, on craignait le vent d'Est, localement appelé Vint d'Åbe (vent venant d'Aubel). Le vent d'Ouest était appelé Vint d'Lovagn (vent venant de Louvain).

### Nature
Depuis 2021, le Vallon du Rida à Vottem est reconnu par la Region Wallonne comme site de grand intérêt biologique.
Plusieurs zones boisées spontanées se sont développés à Vottem :
- le long des autoroutes ;
- sur des terrains abandonnés à l'intérieur du quadrilatère des rues ;
- sur l'ancienne décharge, le long de la Chaussée Brunehault.

#### Arbres remarquables
Après la démolition du Moulin Bouquette, on a planté, vers 1970, un séquoia géant (circonférence: 3,5 m en 2021) à l'endroit même du moulin.

## Démographie
- Sources : INS, Rem. : 1831 jusqu'en 1970 = recensements, 1976 = nombre d'habitants au 31 décembre.

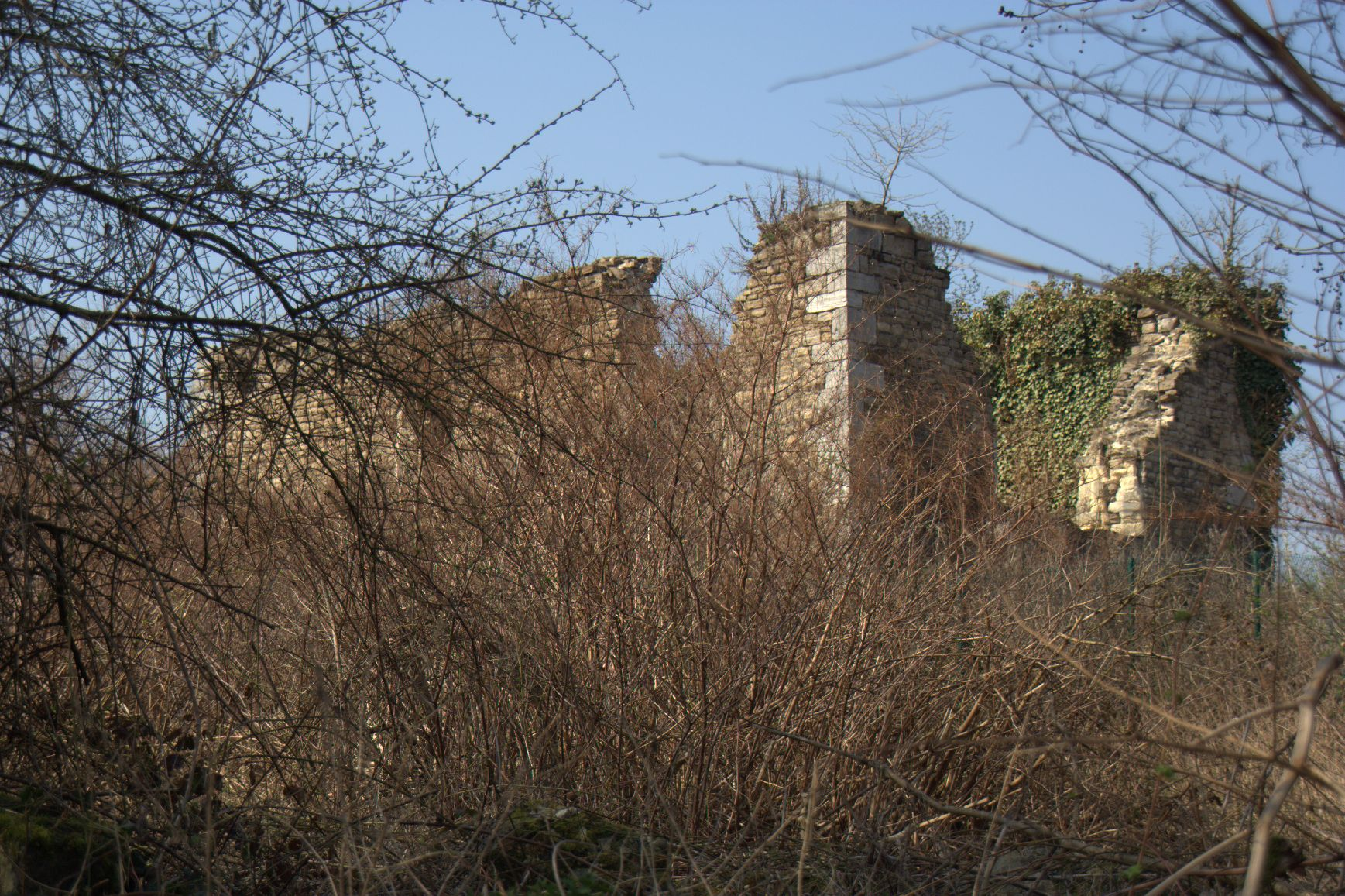
Ruine de la chapelle du château du Bouxthay.

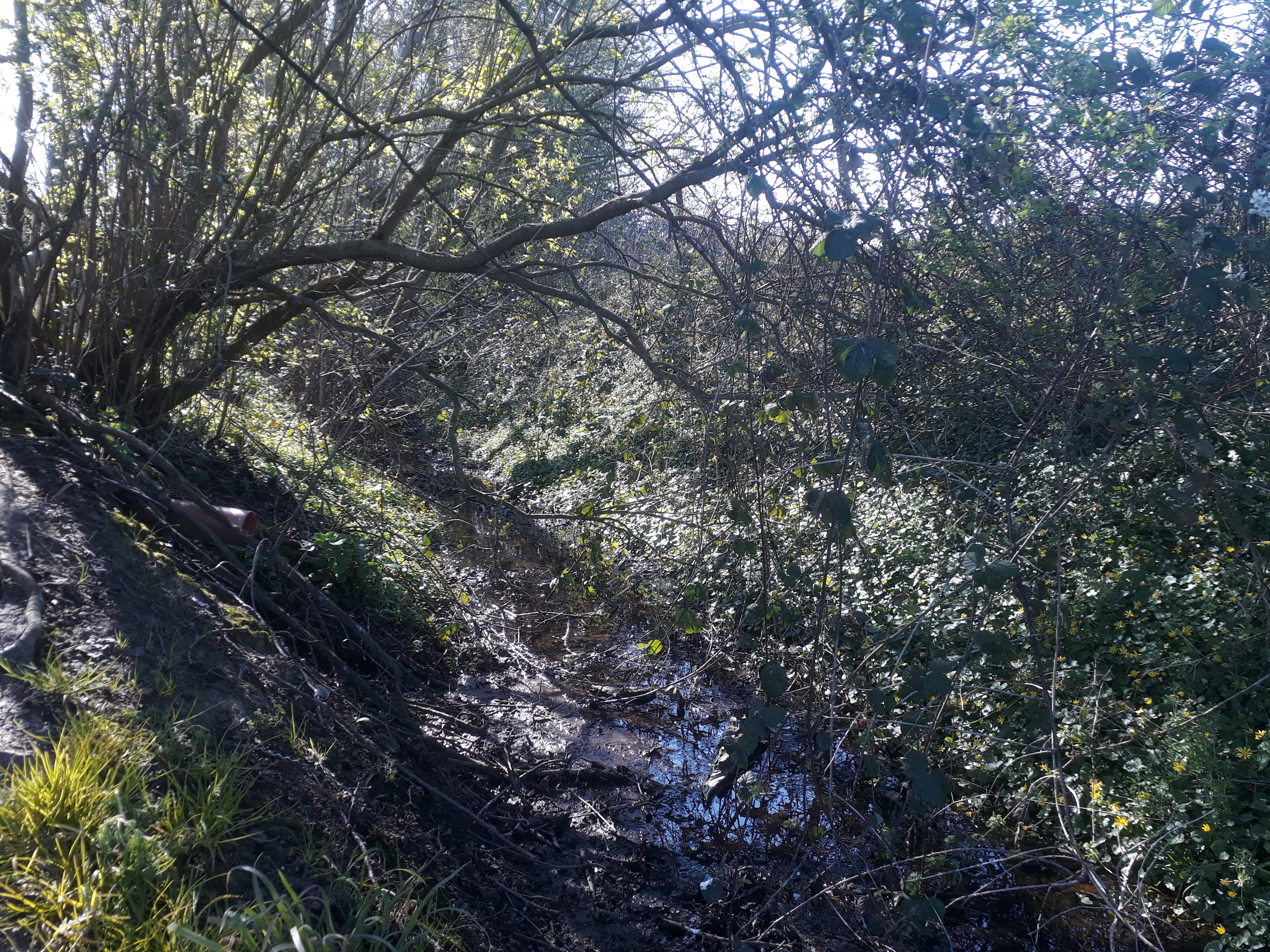
Le Rida.

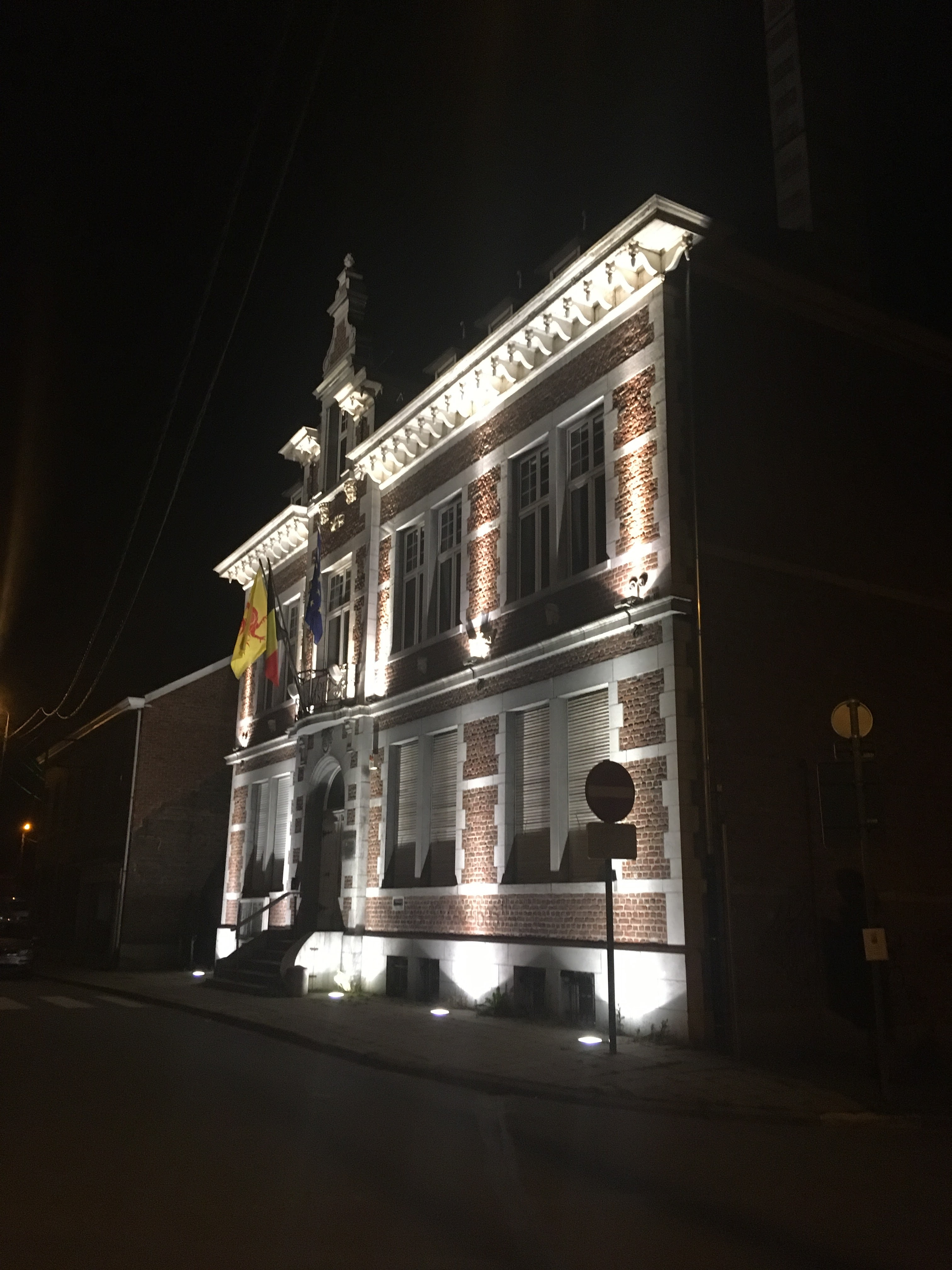
Ancienne maison communale.

## Histoire

### Moyen Âge
La première mention de Vottem date de 1186, dans un document de l'Abbaye du Val-Saint-Lambert.
Au XIIIe siècle, le chapitre Saint-Lambert possède la collation de l'église Saint-Étienne.
C'est à la même époque qu'un certain Gérard Pétillon venu de Lexhy vient se fixer à Vottem. Son fils, Guillaume est chanoine au chapitre Saint-Martin et propriétaire du domaine du Bouxthay. Ses filles légueront finalement leurs revenus à l'évêché de Liège.
En 1256, Lors de la sentence de Vottem, le bourgmestre de Liège Henri de Dinant est banni.
Le village de Vottem dépendait donc du chapitre de la Cathédrale Saint-Lambert ce qui lui donne une certaine importance politique. En 1307, la paix de Seraing ou de Vottem est signée et met fin aux troubles qui ont éclaté dès 1303. En 1312, ce sont des hommes de Vottem qui bloquent le parti des « grands » et les pousse, avec l'aide des houilleurs, à s'enfermer dans l'église Saint-Martin où ils périront lors de l'incendie provoqué par leurs assiégeants. Cet épisode est connu dans l'histoire liégeoise comme celui de la Måle Saint-Martin. En 1331, un plaid général est convoqué à Vottem pour juger Pierre Andricas qui avait fomenté un complot visant à assassiner les membres du chapitre et rétablir la puissance des métiers liégeois. Il parvient à s'évader et les troubles continuent jusqu'au 10 juillet 1331 où la Paix de Vottem (connue également comme la Réformation d'Adolphe ou Loi de murmure) y met un terme, pour un temps.
Le village fut détruit en 1484 lors de la lutte entre Jean de Hornes et Guillaume de La Marck.
Joseph Jacquart a publié les listes des patronymes attestés à Vottem à partir de 1741.

### Dix-neuvième siècle
À partir du XIXe siècle à côté des exploitations minières, on exploite le phosphate. Le développement du travail du fer-blanc et, plus tard, de l'armement sur le territoire de Herstal déborde également sur la commune. Pendant ce temps les épouses et les filles livrent aux marchés de Liège le fruit de leur cueillette, spécialement des fraises. On les appelait les cotîresses.
Lors de l'indépendance de la Belgique le géographe Philippe Vandermaelen inventarisa à Vottem 253 maisons (pour partie en briques, partie en colombages et torchis), 12 fermes, une église, une chapelle, un moulin à vent, une siroperie, un four à briques, et de nombreux artisans qui travaillaient le métal. Il y avait 1 499 habitants, dont de nombreux travailleurs de briqueterie, qui faisaient une migration saisonnière vers la Hollande et l'Allemagne. L’inventaire comprend en outre des détails de l’environnement naturel, les sols, la production agricole et le cheptel. Le réseau routier est également décrit. La description par Vandermaelen donne une vue intéressante sur la vie de tous les jours autour de 1830.
En 1865, douze habitants de Vottem meurent d'un coup d'eau au Charbonnage de la Grande Bacnure. Il y avait parmi eux des enfants, seuls soutiens de la famille.
En 1866, le village fût dûrement touché par le choléra. Les morts ont été enterrés à l'ète Mawèt. Ce lieu de sépulture était situé à l'angle des rues du Bouxthay et Lavaniste Voie, à l'emplacement de l'actuel Funérarium Besem.
Il y avait beaucoup de petites briqueteries à Vottem, au tournant du XXe siècle.

### Première Guerre mondiale
Le 6 août 1914, la première confrontation de la Première Guerre mondiale entre l'armée belge et l'armée allemande avait lieu à Vottem. Des centaines de soldats belges tombèrent.
Le couvent des sœurs de Vottem servait d’hospice pour des soldats blessés. Le cas est connu du soldat Joannes De Winter (1887-1977) qui était tombé dans sa propre bayonette lors de la traversée d’une haie d’aubépines (le 7 Août 1914), et ensuite soigné au couvent, où il a été fait prisonnier par l’armée allemande quelques semaines plus tard.

### Seconde Guerre mondiale
Vottem fut occupé le 13 mai 1940 par les troupes de l'Allemagne Nazie.
La plupart des habitants offraient une résistance passive à l’occupation ; parmi les tombés se trouvent également deux résistants armés.
Le Monument aux morts de Vottem mentionne 44 tués lors de ce conflit.
Le village fût libéré le 6 septembre 1944.

### Après-Guerre
Dans la deuxième partie du XXe siècle, la culture des fraises décline rapidement. Le village sera incorporé dans le ville de Herstal, qui ne rêve que de constructions, béton, industries (de l'armement) et augmentation du nombre d'habitants. Plutôt que d'opter pour une rénovation du centre fort délabré de Herstal, l'administration communale opte pour une stratégie de "colonies de peuplement" dans la périphérie, particulièrement à Vottem.

## Représentants politiques

### Bourgmestres de Vottem
Un mayeur connu, au Moyen Âge
- Baudouin de Ryckman (1519-1597)[37]

Tous les bourgmestres depuis 1795
- Olivier Florkin (1795-1800)
- Adam Joseph Degard (1800)
- Léonard Croisier (1800 - 1808)
- Guillaume Clermont (1809 - 1831)
- Gilles Joseph Collinet (1832 - 1836)
- Jean-Louis Darimont (1836 - 1842)
- Dieudonné Granjean (1842 - 1844)
- Lambert Closset (1845 - 1846)
- Jean-Joseph Piette (1847 - 1848)
- Guillaume Clermont (1848 - 1849)
- Jacques Malpas (1849 - 1857)
- Henri Wathar (1857 - 1860)
- Jean-Louis Depireux (1860 - 1867)
- Jean-Louis Depireux (homonymie) (1867 - 1870) (Parti Libéral, ensuite Parti Catholique) [38]
- Jean-Jacques Malpas (1870 - 1872)
- Joseph Charlier (1872 - 1874)
- Jacques Hendricé, Echevin ff. de Bourgmestre (1874 - 1875)
- Libert Donnay (1875 - 1879)
- Jacques Hendricé (1879 - 1895)
- Arthur Malpas (1886 - 1903)
- Gilles Gérard Echevin ff. de Bourgmestre et nommé en 1919 (1904 - 1919) POB
- Florent Boclinville (1919 - 1931)
- Louis Pirghaye (1931 - 1964)
- Félicien Leclercq (1964)
- François Noppens (1965 - 1976).

### Élections communales et conseillers communaux
| Année | Libéraux | % | Sièges | Socialistes | %    | Sièges | Catholiques | %    | Sièges | Communistes | %    | Sièges | Rexistes | %    | Sièges | Électeurs présents | Nuls ou blancs |
| ----- | -------- | - | ------ | ----------- | ---- | ------ | ----------- | ---- | ------ | ----------- | ---- | ------ | -------- | ---- | ------ | ------------------ | -------------- |
| 1864  |          |   | 5      |             |      |        |             |      | 4      |             |      |        |          |      |        |                    |                |
|       |          |   |        |             |      |        |             |      |        |             |      |        |          |      |        |                    |                |
| 1903  |          |   |        |             |      | 7      |             |      | 4      |             |      |        |          |      |        |                    |                |
| 1907  |          |   |        |             |      | 6      |             |      | 5      |             |      |        |          |      |        |                    |                |
| 1911  |          |   |        |             |      | 6      |             |      | 5      |             |      |        |          |      |        |                    |                |
| 1920  |          |   |        |             | 67 % | 8      |             | 33 % | 3      |             |      |        |          |      |        |                    |                |
| 1926  |          |   |        |             | 63 % | 7      |             | 37 % | 4      |             |      |        |          |      |        |                    |                |
| 1932  |          |   |        |             | 55 % | 7      |             | 38 % | 4      |             | 8 %  | 0      |          |      |        |                    |                |
| 1938  |          |   |        |             | 57 % | 8      |             | 19 % | 2      |             | 13 % | 1      |          | 11 % | 0      |                    |                |
|       |          |   |        |             |      |        |             |      |        |             |      |        |          |      |        |                    |                |
| 1970  |          |   |        | 2621        | 61 % | 9      | 1375        | 32 % | 4      | 267         | 6 %  | 0      |          |      |        |                    |                |

Lors des dernières élections communales avant la fusion des communes (11 octobre 1970), la répartition des voix était de
- 2 621 voix pour le Parti Socialiste Belge (PSB) ;
- 1 375 voix pour l’Union Démocratique Vottemmoise (UDV) ;
- 267 voix pour le Parti communiste de Belgique (PCB).

Le PSB obtint neuf conseillers communaux (MM. Noppens, Pypops, Georges, Dehousse, Van Ham, Crème, Marcotty, Colette et Libotte) et l'UDV quatre (MM. Boulanger, Gustin, A. Collard et Oscar Croisier).
D'après le site officiel de la commune de Herstal, deux vottemois siègent au Conseil Communal pour la législature 2018-2024
- Semih Berber (Vert Herstal)
- Merlin Léonard (PTB)

## Patrimoine et culture

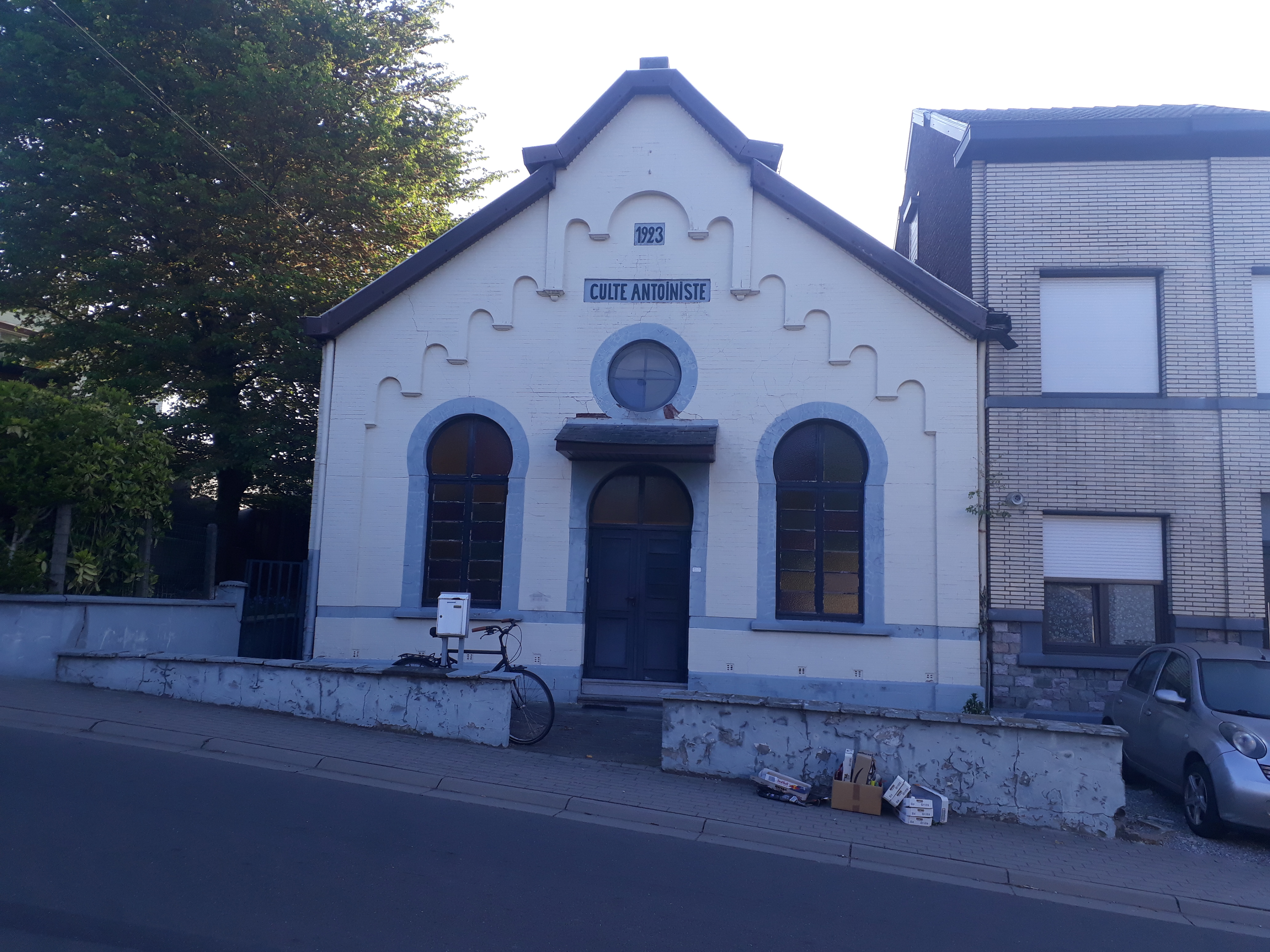
Le temple antoiniste de Vottem.

### Patrimoine architectural

#### Lieux de culte
- Église catholique Saint Étienne: datant de 1788 et néo-classique, elle comporte une tour carrée occidentale, une nef de trois travées et un chœur avec abside semi-circulaire. Brique et pierre. C'est à une restauration faite en 1966 que l'on doit l'aspect actuel de l'intérieur et la disparition du mobilier[42]. Une des cloches datait de 1838[43], elle a été confisquée par l'occupant en 1943[34].
- Temple du Culte Antoiniste[44]

- Chapelle du Bouxthay (en ruine)

#### Bâtiments et établissements

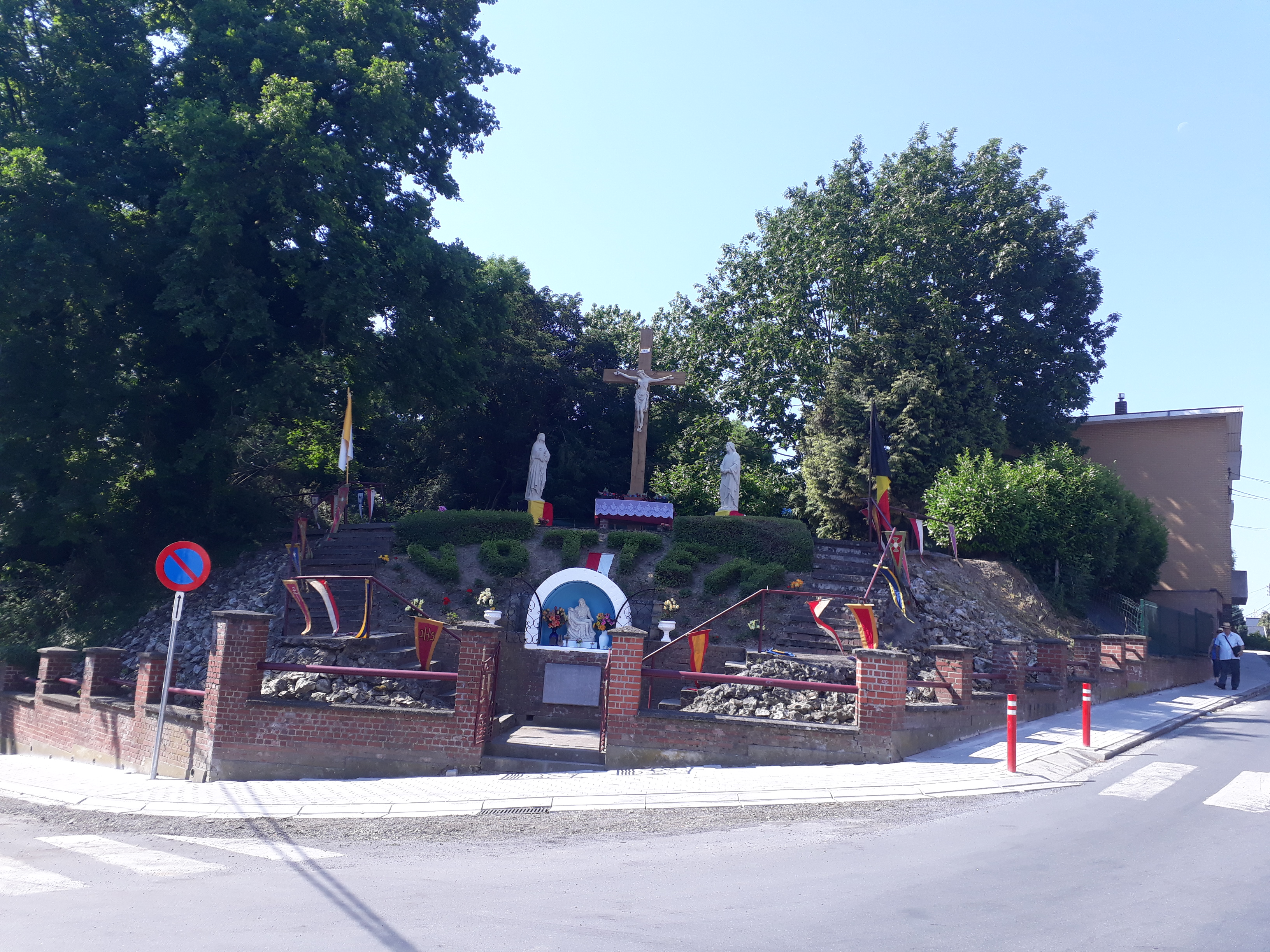
Calvaire de Vottem en 2023.

- Calvaire de Vottem en 2023.Il y avait deux moulins à vent à Vottem, le Moulin Depireux et le Moulin Bouquette; leurs tours sont restées intacts jusqu'en 1970, lorsqu'elles furent détruites pour faire place à l'autoroute.
- Le Centre pour Illégaux de Vottem (CIV) : entré en fonction en septembre 1999. Y sont enfermés des demandeurs d'asile déboutés et des « illégaux ». Le bâtiment, entouré d’un grillage, est composé de quatre ailes, elles-mêmes délimitées par plusieurs grilles. Les gens dorment dans des chambres de 4 personnes[45],[46].

#### Monuments
- Le Monument aux morts de Vottem.
- Calvaire au carrefour de la Rue E. Vandervelde (anciennement Rue Chéra) et la Rue Visé-Voie. Inauguré en 1947[47], rénové en 2023.

### Culture

#### Traditions

##### Langue wallonne
Jusque vers le milieu du XXe siècle, les habitants de Vottem parlaient majoritairement la langue wallonne. Le wallon de Vottem, comparé au liégeois, présente quelques particularités de phonétique et de vocabulaire propres à la Hesbaye liégeoise. Il ne connaît guère la nasale -in. On dira molègn pour "moulin".
Au début du XXe siècle, la littérature wallonne bénéficiait de l'apport de plusieurs linguistes de Vottem : les écrivains Arthur, Lucien, et Oscar Colson et Gaspard Marnette ainsi que le dramaturge Nicolas Trokart. Entre 1937 et 1950, Léon Marique, nom de plume Aimé Quernol, écrit en français dialectal teinté de wallon liégeois,,,,.

Au cours du XXe siècle, à cause de l'utilisation de la langue française dans l'église, les écoles et à la télévision, et à cause des nombreuses migrations, la pratique du wallon a largement disparu à Vottem. Parmi la population, le wallon avait également un statut inférieur au français. On éduquait les garçons en wallon et les filles en français. Néanmoins, en 1938, dans le journal local « Le Rouby », environ un quart des textes est écrit en wallon, pour trois quarts en français.

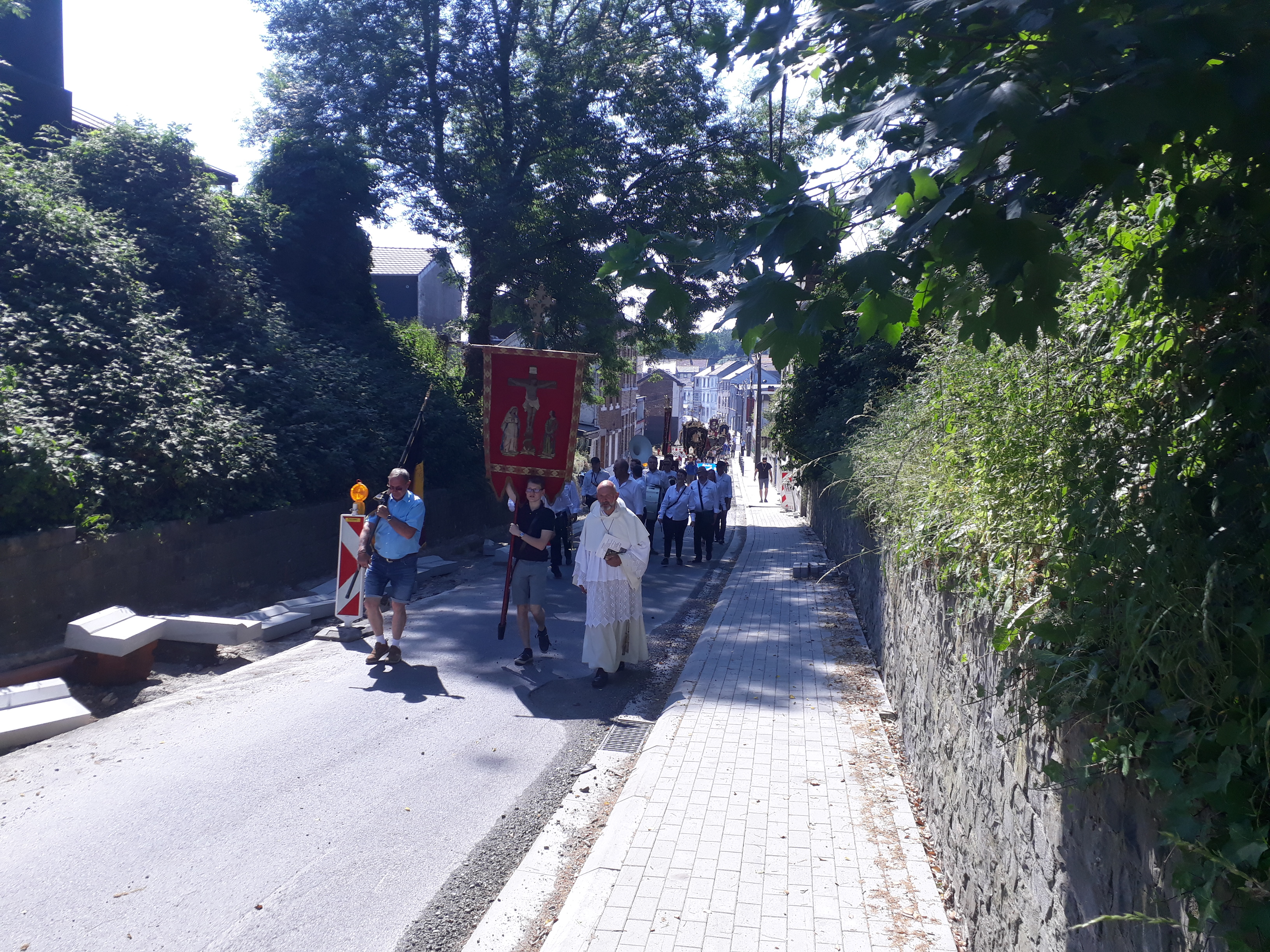
Procession de Vottem en 2023;

La troupe de théâtre « L'Aurore » (1938-1987) organisait régulièrement des présentations en wallon. La Bibliothèque des dialectes de Wallonie, au Musée de la Vie wallonne conserve un dossier documentaire consacré à cette troupe.

##### La procession
Le deuxième dimanche du mois de Juin a lieu la procession annuelle à Vottem. C'est l'une des dernières qui a encore lieu dans l'agglomération liégeoise. Avec plusieurs centaines de participants, la tradition de la procession, telle que décrite par Gaspard Marnette en 1866, est assez bien maintenue: "… la procession paroissiale… On entend des étrangers de Liège dire, qu'en ville-même, on ne voit pas de si beaux ornements dans les processions…"

## Économie

### Marché

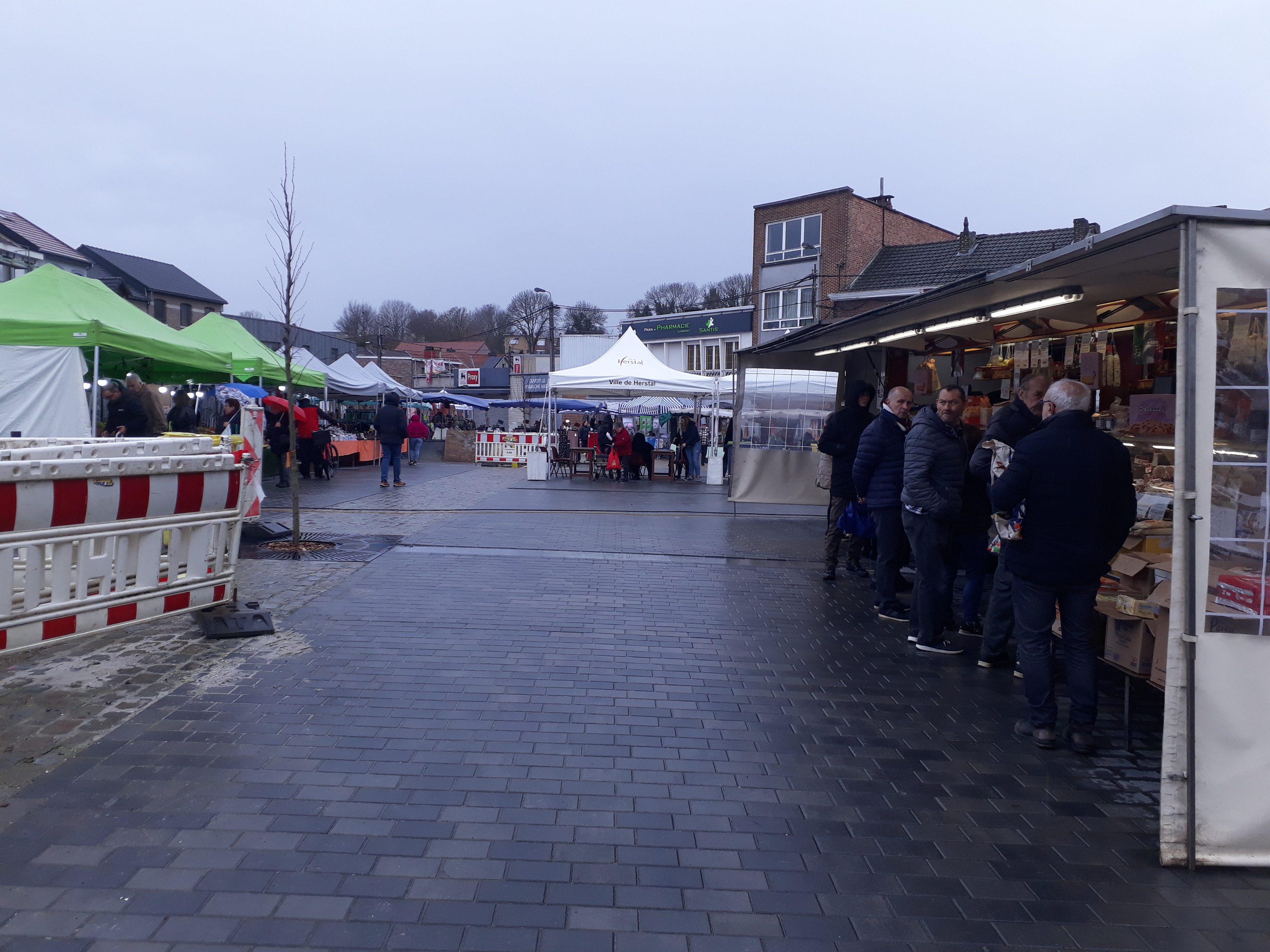
Réouverture du marché de Vottem en Mars 2023 après trois ans de fermeture pour cause de covid et travaux.

Un marché se tient sur la place de l'église de Vottem, tous les mardis de 14h à 19 h.

#### Culture maraîchère
Pendant longtemps, l'économie de Vottem était fortement marquée par le maraîchage, stimulé par la proximité de la ville de Liège. Dans les années 1950, la criée de Vottem structurait le maraîchage dans la périphérie nord de l’agglomération liégeoise. La superficie totale vouée à la culture maraîchère et fruitière était de 102 ha en 1929 et 28 ha en 1958: légumes, fraises, fleurs, arbres fruitiers. Si la culture des fraises a marqué l’esprit, elle n’en constituait pourtant qu’une petite partie (six hectares en tout et pour tout, bon an, mal an).

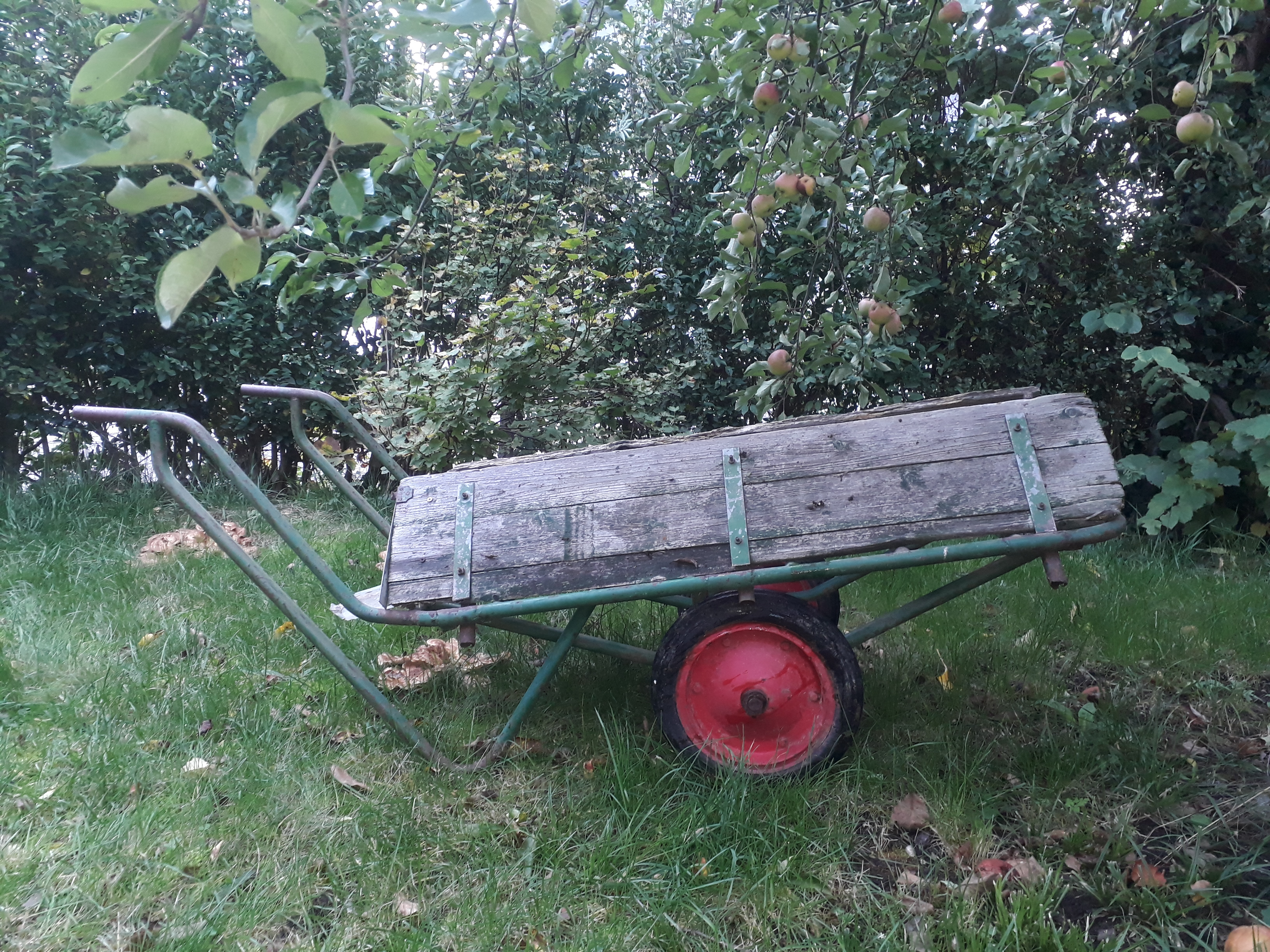
Charrette de maraîcher à Vottem.

En 1958, la coopérative de la criée de Vottem comptait, outre 94 producteurs de fraises à Vottem, 21 à La Préalle, et neuf à Milmort, pour une production commercialisée totale de 37 tonnes. A la criée, les fraises étaient vendues au prix moyen de 15 FB le kilo. La production était très variable, entre 34 et 102 kilos à l’are (3-10 t/ha), dépendant des conditions météorologiques.
Les variétés de fraises de Vottem les plus connues sont la Merveilleuse de Vottem, la Saint-Lambert et surtout la Souvenir de Charles Machiroux. On y cultivait également l'Or du Rhin et la Surprise des Halles. Certaines variétés ont disparu: la Naimette, la Triomphe de Liège et la Noire de Milmort.
Témoin de cette charactéristique de Vottem est le fait que, dans les années 1930, l'équipe locale de football, le RRC Vottem, avait le surnom de « Les Maraîchers ». C'est pourtant le souvenir de la production de fraises qui se perpétue, du probablement au fait que cette production a perduré un peu plus longtemps que les cultures de légumes. Cependant, le musée local est autant dédié aux fraises qu'aux autres cultures maraîchères. L’étude du déclin du maraîchage à Vottem, même du produit phare qu’était la fraise, reste à faire. Le contraste est grand avec la région de Wépion, dans une position similaire au-dessus de Namur.

### Communications

#### Réseau routier
Depuis l'époque romaine, Vottem se trouve le long de routes importantes : la chaussée romaine de Tongres à Herstal, localement nommée chaussée Brunehault; la Visé-Voie de Visé vers Jemeppe, permettant un raccourci vers la Haute-Meuse, sans passer par Liège; ainsi que la Verte-Voie, le chemin de Liège à Tongres avant la construction de la Chaussée de Tongres, rectiligne. Au carrefour de la Visé-Voie et la Verte-Voie se trouvaient plusieurs petites brasseries (correspondant aux cafés actuels), d'où le nom "Neuves Brassines".
Au vingtième siècle s'y ajoutaient les autoroutes et particulièrement l'échangeur de Vottem, un échangeur entre l'A3 (E40) et l'A13 (E313).

##### Tramways

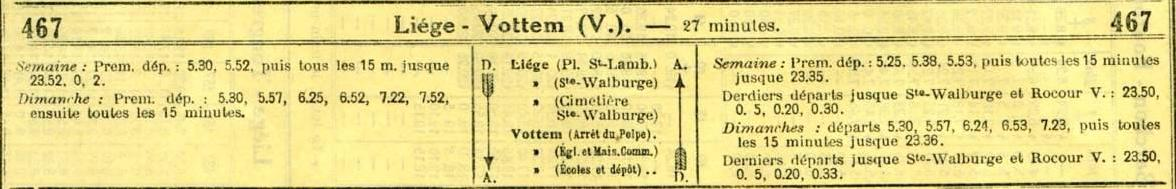
Horaire de la ligne 720/31 pour l'été 1931

Vottem était le terminus de deux lignes de tram.
- la ligne 720 (SNCV) Liège – Liège Sainte-Walburge - embranchement vers Vottem (1899-1961)
  - 1903 : mise en service en traction électrique entre Liège Cardan et Vottem Vert Vinâve, section Liège Cardan - Liège Saint-Walbruge/Jean de Wilde commune avec ligne Liège - Rocourt (voir ligne 50 Liège - Rocourt); capital 87.
  - 1907 : prolongement vers la place Saint-Lambert.
  - 1910 : attribution de l'indice 45.
  - vers 1920 : attribution de l'indice V.

- - Chemins et sentiers de Vottem (partie ouest).1931 : attribution de l'indice 51; service partiel sous l'indice 52 entre la place Saint-Lambert et la place Jean de Wilde à Liège, ce service partiel est commun avec la ligne 50 (voir ligne 50 Liège - Rocourt).

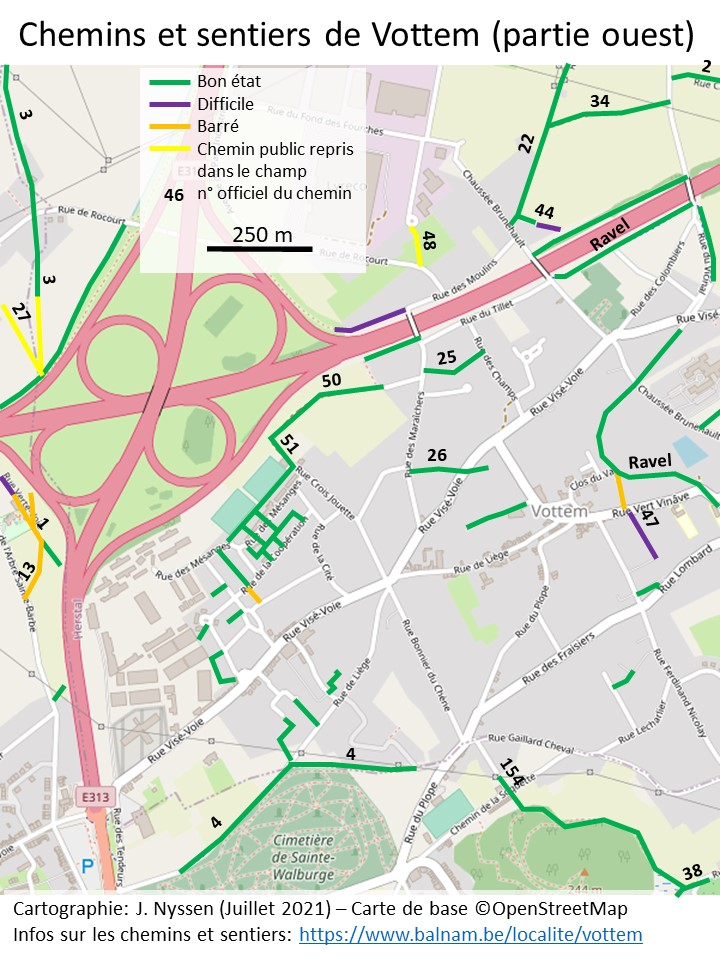
Chemins et sentiers de Vottem (partie ouest).

  - 1955 : suppression, remplacement par une ligne d'autobus sous l'indice 71[65].
- la ligne 820 (SNCV) Genk – Zutendaal –  Bilzen – Riemst – Bassenge – Houtain-Saint-Siméon – Liers – Vottem. Cette ligne était exploitée par la SNCV du Limbourg. Elle était en exploitation de 1910 à 1959. Les archives de la SNCV Limbourg contiennent de nombreuses fardes concernant la ligne 820[66]. Les fardes avec les documents se trouvent à Berchem-lez-Anvers[67] ; plus précisément concernant Vottem[68],[69]:
  - le tronçon Liers - Vottem était mis en exploitation le 21 janvier 1924,
  - durant cette période, on mentionne aussi l'exploitation d'un tram direct 467A Liège-Vottem-Houtain St. Siméon, utilisant les lignes 51 et 820,
  - le tronçon Houtain-St-Simeon - Liers - Vottem a été fermé pour le trafic des voyageurs le 31 janvier 1936,
  - ce même tronçon a été fermé également pour le trafic des marchandises, le 13 décembre 1954,
  - à Vottem, cette ligne était essentiellement en site propre; elle a été transformée en piste cyclo-pédestre; deux passages sous-rail voûtés permettant l'accès aux prairies en contrebas du village ont été préservés et sont toujours utilisés.

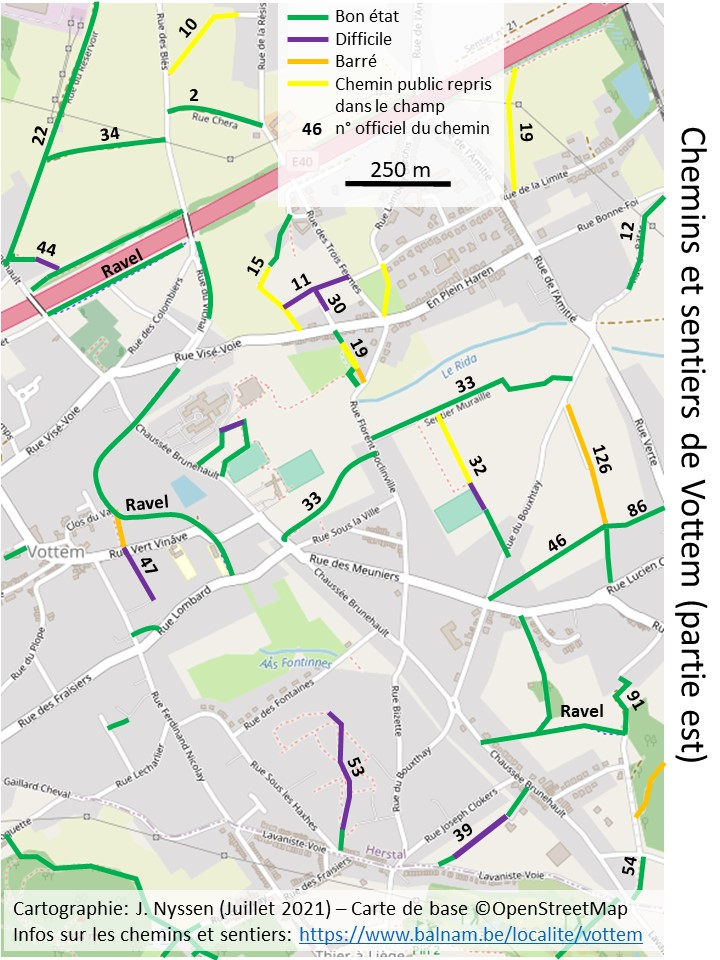
Chemins et sentiers de Vottem (partie est).

##### Autobus
TEC 

- Ligne 24 vers Liège
- Ligne 71 vers Liège et Milmort
- Ligne 134 vers Liège et Herstal, ainsi que Liers et Glons

##### Chemins et sentiers
Il y a sur le territoire de cette ancienne commune un total estimé de 29 kilomètres de chemins et sentiers. Parmi ceux-ci 81, d'une longueur totale de 26 km, ont été cartographiés : 14 km sont en bon état, 2 km sont difficiles (envahis par ronces et orties), 1 km est barré, 2 km au statut inconnu et 5 km supprimés (pour l'installation d'autoroute et industrie),. Cette densité de sentiers s’explique par le maraîchage. Le travail intensif de la terre nécessitait beaucoup de déplacements à pied; le produit était transporté par les femmes (les cotîresses) et par charrettes à bras, ajustées à la largeur des sentiers : 1,17 mètre selon l’Atlas des Voiries vicinales :
- chemin 19
- chemin 26
- sentier 44
- sentier 48
- campagne de Rogivaux, sentier 126

Les sentiers et chemins suivants ont été supprimés entre 1957 et 1974 : Chemin 1 (partie nord), Chemin 31, Sentier 32 (partie nord), Sentier 44 (partie sud), et Sentier 56.
Le sentier 53 (reliant la Rue Lavaniste Voie à la Rue des Fontaines) a été expressément maintenu par décision du Conseil Communal de Vottem en date du 14 Mars 1957.

## Sports et vie associative

### Sports

#### Football
De 1921 à 2018, Vottem comptait un club de football, le RRC Vottem, où notamment plusieurs Standardmen ont fait leurs débuts.

#### Gymnastique
Depuis 1930, Vottem compte le Cercle de Gymnastique « L'Aurore ».

## Vottemmois connus
- Aimé Quernol, nom de plume de Léon Marique (1886-1950), médecin et écrivain ;
- Jo Delahaut (1911-1992), artiste peintre ;
- Fredi Darimont (1917-1966), botaniste et professeur à l'Université de Liège ;
- Jean Jadot (1928-2007), joueur de football ;
- Nicolas-Maurice Dehousse (1930-2012), vice-recteur de l'Université de Liège et professeur à la Faculté des Sciences Appliquées ;
- Gilbert Marnette (1931), joueur de football ;
- Albert Sulon (1938-2020), joueur de football ;
- Gérard Sulon (1938-2020), joueur de football ;
- Axel Witsel (1989), joueur de football.